# ديكورونيلين
ديكورونيلين هو هيدروكربون عطري متعدد الحلقات له الصيغة الكيميائية C48H20؛ ويكون على شكل صلب أحمر آجري. يتألف المركب بنيوياً من اندماج 15 حلقة سداسية.

## الوفرة الطبيعية
يوجد الديكورونيلين في البقايا الصلبة الناتجة في عملية تغويز الفحم، والتي تحوي بالإضافة إليه على كميات من الكورونين والأوفالين. كما يوجد المركب كناتج ثانوي في عمليات التكسير في مصافي النفط. 

## الخواص
يوجد الديكورونيلين على شكل صلب له لون أحمر آجري (قرميدي)، وهو يذوب بالكاد في المذيبات العضوية. ينحل المركب بشكل متوسط في 4،2،1-ثلاثي كلورو البنزين، وتبدي محاليله ظاهرة فلورية ذات لون أخضر مصفر. 
يشير تحليل العناصر إلى أن المركب هو غالباً ديمر متكاثف من الكورونين. ويمكن أن يخضع المركب لتفاعل ديلز-ألدر باستخدام أنهيدريد الماليك من أجل توسيع عدد الحلقات.

## اقرأ أيضاً
- كورونين